# Guido Galardi
Guido Galardi (Castelnuovo di Val di Cecina, 13 gennaio 1950) è un politico italiano.

## Biografia
Nato in provincia di Pisa, si trasferisce giovanissimo in Brianza. Negli anni '80 viene eletto consigliere comunale a Cologno Monzese con il Partito Comunista Italiano. Nel 1990 diventa consigliere regionale in Lombardia; confluito nel neonato Partito Democratico della Sinistra, dal 1992 al 1994 è assessore regionale in Lombardia. Viene poi rieletto in Consiglio regionale nel 1995 con il PDS, che nel 1998 confluiscono nei DS.
Alle elezioni politiche del 2006 viene eletto senatore della XV legislatura della Repubblica Italiana nella circoscrizione Lombardia per i Democratici di Sinistra. Non condividendo la nascita del PD, nel maggio 2007 segue Fabio Mussi che dà vita a Sinistra Democratica. Viene candidato alla Camera nel 2008 da La Sinistra l'Arcobaleno, senza essere eletto.
Dal 2011 è presidente di Coop Lombardia, dopo la sua elezione da parte del Cda in seguito alle dimissioni di Silvano Ambrosetti.